# Lonc

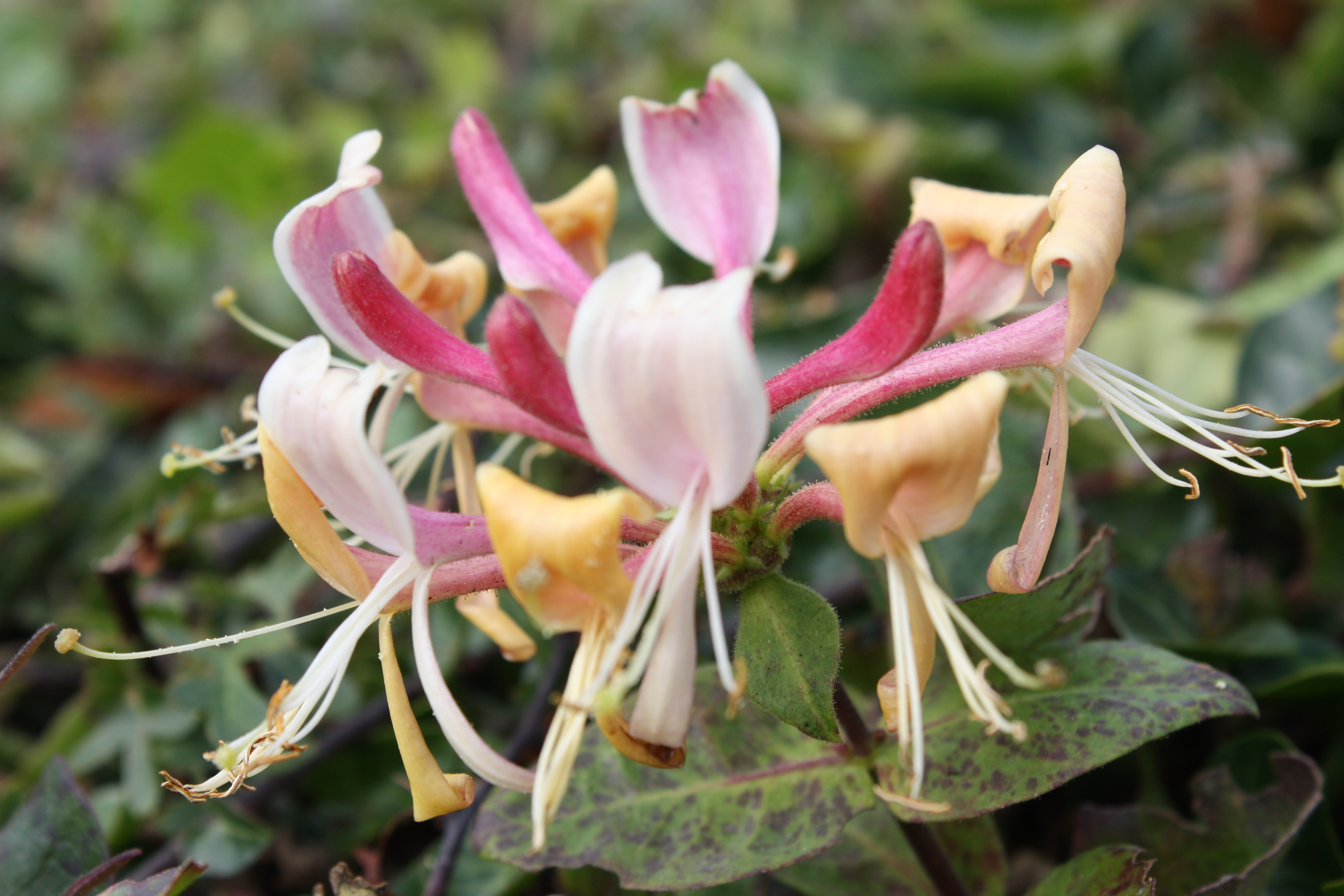
Lonicera periclymenum

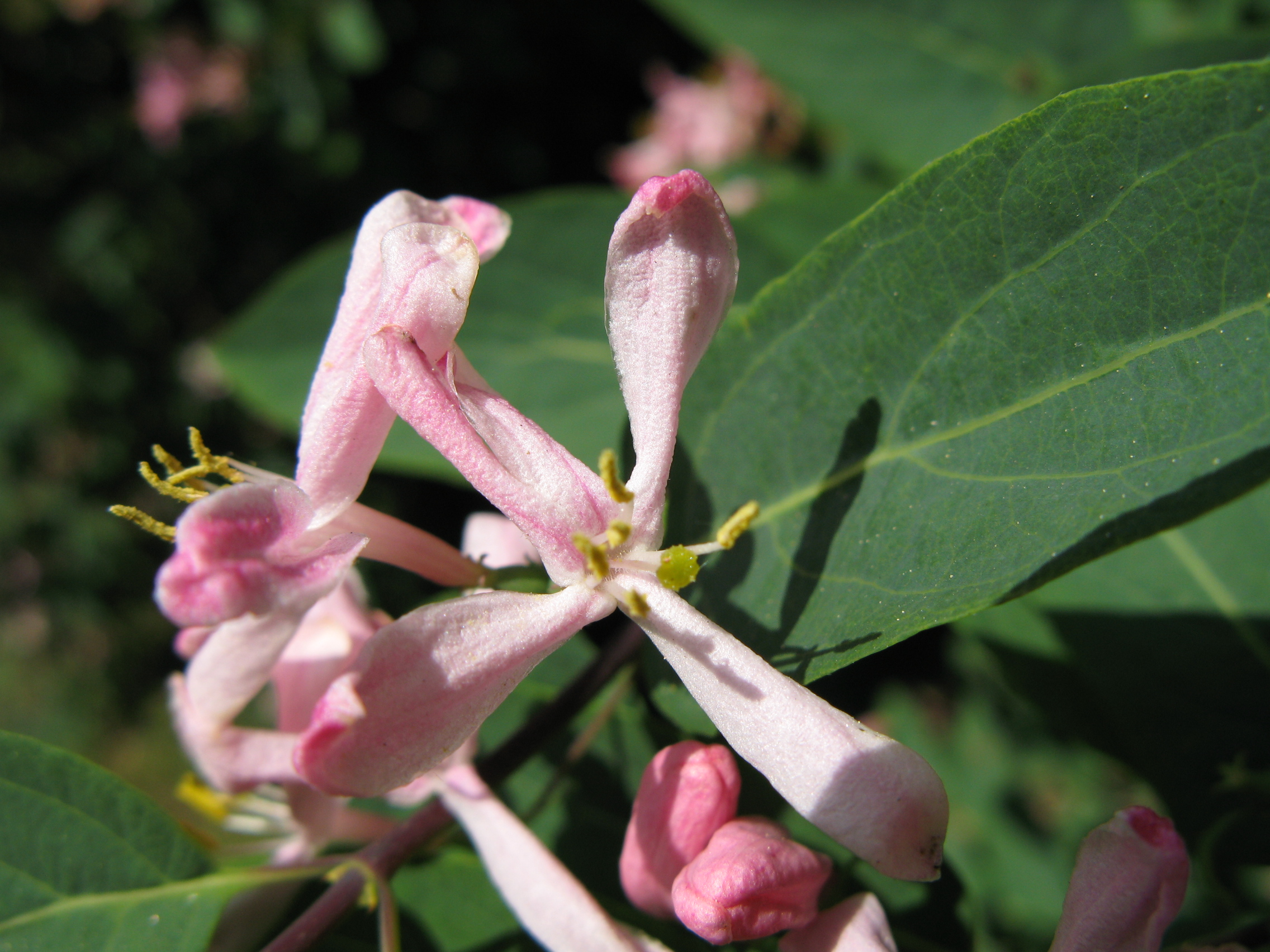
Lonicera tatarica

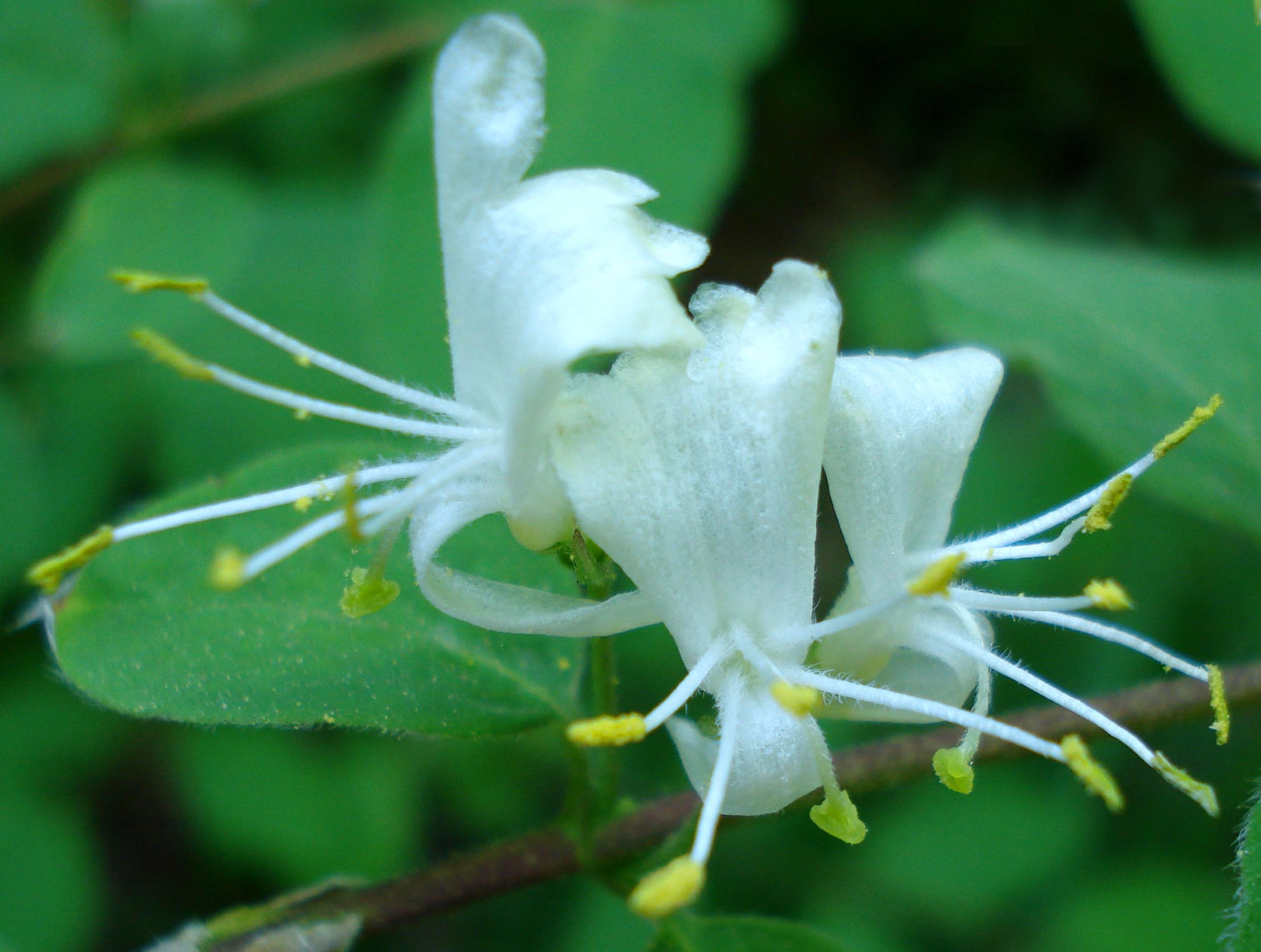
Lonicera xylosteum

A lonc (Lonicera vagy Caprifolium) a mácsonyavirágúak (Dipsacales) rendjébe, ezen belül a loncfélék (Caprifoliaceae) családjába tartozó lombhullató nemzetség. Egyes fajait édes bogyótermésükről mézbogyónak nevezzük.

## Tudnivalók
A loncfajok kúszó cserjefélék, amelyek az északi félgömbön honosak. Körülbelül 135-180 fajuk ismert, ezekből 100 faj Kínában, 20-20 faj pedig Indiában, Európában és Észak-Amerikában található meg. A legismertebb fajok, és amelyeket szívesen termesztenek: a búbos lonc (Lonicera periclymenum), a japán lonc (Lonicera japonica) és a Lonicera sempervirens. A kolibriféléket (Trochilidae) is vonzzák ezek a színes virágú növények, főleg a L. sempervirens és a Lonicera ciliosa. A nemzetség a nevét, Lonicera, Adam Lonicerról kapta, aki a 16. század egyik legismertebb füveskönyvének (Kreuterbuch) szerzője volt.

## Rendszerezés
A nemzetségbe az alábbi 135 faj tartozik:
- Lonicera acuminata Wall.
- Lonicera albertii Regel
- Lonicera albiflora Torr. & A. Gray
- Lonicera alpigena L.
- Lonicera altmannii Regel & Schmalh.
- Lonicera angustifolia Wall. ex DC.
- Lonicera anisocalyx Rehder
- Lonicera alseuosmoides Graebn.
- Lonicera bournei Hemsl.
- Lonicera brevisepala P.S. Hsu & H.J. Wang
- Lonicera buchananii Lace
- Lonicera buddleioides P.S. Hsu & S.C. Cheng
- kék mézbogyó (Lonicera caerulea) L.
- Lonicera calcarata Hemsl.
- Lonicera calvescens (Chun & F.C. How) P.S. Hsu & H.J. Wang
- Lonicera canadensis Muhl. ex Schult.
- jerikói lonc (Lonicera caprifolia) L. - típusfaj
- Lonicera carnosifolia C.Y. Wu
- Lonicera chamissoi Bunge
- Lonicera chrysantha Turcz. ex Ledeb.
- Lonicera ciliosa Poir.
- Lonicera ciliosissima C.Y. Wu ex P.S. Hsu & H.J. Wang
- Lonicera cinerea Pojark.
- Lonicera codonantha Rehder
- Lonicera confusa (Sweet) DC.
- Lonicera crassifolia Batalin
- Lonicera cyanocarpa Franch.
- Lonicera dasystyla Rehder
- Lonicera dioica L.
- Lonicera elisae Franch.
- Lonicera etrusca Santi
- Lonicera fargesii Franch.
- Lonicera ferdinandii Franch.
- Lonicera ferruginea Rehder
- Lonicera flava Sims
- Lonicera fragilis H. Lév.
- Lonicera fragrantissima Lindl. & Paxton
- Lonicera fulvotomentosa P.S. Hsu & S.C. Cheng
- Lonicera glaucescens (Rydb.) Rydb.
- Lonicera gracilipes Miq.
- Lonicera graebneri' Rehder
- Lonicera gynochlamydea Hemsl.
- Lonicera harai Makino
- Lonicera hemsleyana (Kuntze) Rehder
- Lonicera henryi Hemsl.
- Lonicera hildebrandiana Collett & Hemsl.
- Lonicera hispida Pall. ex Roem. & Schult.
- Lonicera hispidula Douglas ex Lindl.
- Lonicera humilis Kar. & Kir.
- Lonicera hypoglauca Miq.
- Lonicera hypoleuca Decne.
- Lonicera iberica M.Bieb.
- Lonicera implexa Aiton
- Lonicera inconspicua Batalin
- Lonicera inodora W.W. Sm.
- Lonicera involucrata (Richardson) Banks ex Spreng.
- japán lonc (Lonicera japonica) Thunb.
- Lonicera jilongensis P.S. Hsu & H.J. Wang
- kamcsatkai mézbogyó (Lonicera kamtschatica)
- Lonicera kansuensis (Batalin ex Rehder) Pojark.
- Lonicera karelinii Bunge ex P. Kir.
- Lonicera kawakamii (Hayata) Masam.
- Lonicera lanceolata Wall.
- Lonicera ligustrina Wall.
- Lonicera litangensis Batalin
- Lonicera longiflora (Lindl.) DC.
- Lonicera longituba H.T. Chang ex P.S. Hsu & H.J. Wang
- Lonicera maackii (Rupr.) Maxim.
- Lonicera macrantha (D. Don) Spreng.
- Lonicera macranthoides Hand.-Mazz.
- Lonicera maximowiczii (Rupr.) Regel
- Lonicera mexicana (Kunth) Rehder
- Lonicera microphylla Willd. ex Schult.
- Lonicera minuta Batalin
- Lonicera minutifolia Kitam.
- Lonicera modesta Rehder
- Lonicera morrowii A.Gray
- Lonicera mucronata Rehder
- Lonicera myrtillus Hook. f. & Thomson
- Lonicera nervosa Maxim.
- fekete lonc (Lonicera nigra) L.
- Lonicera nitida E.H. Wilson
- Lonicera nubium (Hand.-Mazz.) Hand.-Mazz.
- Lonicera oblata K.S. Hao ex P.S. Hsu & H.J. Wang
- Lonicera oiwakensis Hayata
- Lonicera oreodoxa Harry Sm. ex Rehder
- Lonicera orientalis Lam.
- Lonicera pallasii Ledeb.
- Lonicera pampaninii H. Lév.
- búbos lonc (Lonicera periclymenum) L.
- Lonicera pileata Oliv.
- Lonicera pilosa (Kunth) Spreng.
- Lonicera praeflorens Batalin
- Lonicera prolifera (Kirchner) Booth ex Rehder
- Lonicera prostrata Rehder
- Lonicera pyrenaica L.
- Lonicera ramosissima Franch. & Sav. ex Maxim.
- Lonicera reticulata Raf.
- Lonicera retusa Franch.
- Lonicera rhytidophylla Hand.-Mazz.
- Lonicera rupicola Hook. f. & Thomson
- Lonicera ruprechtiana Regel
- Lonicera saccata Rehder
- Lonicera schneideriana Rehder
- Lonicera semenovii Regel
- Lonicera sempervirens L.
- Lonicera serreana Hand.-Mazz.
- Lonicera setifera Franch.
- Lonicera similis Hemsl.
- Lonicera spinosa Jacq. ex Walp.
- Lonicera standishii Jacques
- Lonicera stephanocarpa Franch.
- Lonicera subaequalis Rehder
- Lonicera subhispida Nakai
- Lonicera sublabiata P.S. Hsu & H.J. Wang
- Lonicera subspicata Hook. & Arn.
- Lonicera szechuanica Batalin
- Lonicera syringantha Maxim.
- Lonicera taipeiensis P.S. Hsu & H.J. Wang
- Lonicera tangutica Maxim.
- Lonicera tatarica L.
- Lonicera tatarinowii Maxim.
- Lonicera tomentella Hook. f. & Thomson
- Lonicera tragophylla Hemsl.
- Lonicera tricalysioides C.Y. Wu
- Lonicera trichogyne Rehder
- Lonicera trichosantha Bureau & Franch.
- Lonicera trichosepala (Rehder) P.S. Hsu
- Lonicera tschonoskii Maxim.
- Lonicera tubuliflora Rehder
- Lonicera utahensis S.Watson
- Lonicera virgultorum W.W. Sm.
- Lonicera webbiana Wall. ex DC.
- ükörkelonc (Lonicera xylosteum) L.
- Lonicera yunnanensis Franch.

A fenti fajokon kívül az alábbi 10 hibrid is ide tartozik:
- Lonicera × americana (Mill.) K.Koch (1867)
- Lonicera × amoena
- Lonicera × bella
- Lonicera × brownii (Regel) Carrière (1856)
- Lonicera × heckrottii Osborn ex Rehder (1919)
- Lonicera × helvetica Brügger
- Lonicera × pseudochrysantha A.Br. ex Rehder
- Lonicera × purpusii
- Lonicera × tellmanniana
- Lonicera × xylosteoides Tausch

## Korábban e nemzetségbe sorolt növényfajok
- Burchellia bubalina (L.f.) Sims (korábban: L. bubalina L.f.)
- Chiococca alba (L.) Hitchc. (korábban: L. alba L.)
- Spigelia marilandica (L.) L. (korábban: L. marilandica L.)
- Symphoricarpos orbiculatus Moench (korábban: L. symphoricarpos L.)
- Viburnum mongolicum (Pall.) Rehder (korábban: L. mongolica Pall.)[1]

### Fordítás
- Ez a szócikk részben vagy egészben  a   Honeysuckle című angol Wikipédia-szócikk ezen változatának fordításán alapul.  Az eredeti cikk szerkesztőit annak laptörténete sorolja fel. Ez a jelzés csupán a megfogalmazás eredetét és a szerzői jogokat jelzi, nem szolgál a cikkben szereplő információk forrásmegjelöléseként.